# Ol'ha Holodna
Ol'ha Anatoliïvna Holodna (in ucraino Ольга Анатоліївна Голодна?; Mryn, 14 novembre 1991) è una pesista ucraina.

## Palmarès
| Anno | Manifestazione    | Sede           | Evento         | Risultato | Prestazione | Note                                     |
| ---- | ----------------- | -------------- | -------------- | --------- | ----------- | ---------------------------------------- |
| 2009 | Europei juniores  | Novi Sad       | Getto del peso | 10ª       | 14,35 m     |                                          |
| 2010 | Mondiali juniores | Moncton        | Getto del peso | 8ª        | 15,17 m     |                                          |
| 2013 | Europei under 23  | Tampere        | Getto del peso | Oro       | 18,11 m     | Miglior prestazione personale            |
| 2013 | Mondiali          | Mosca          | Getto del peso | 21ª (q)   | 17,21 m     |                                          |
| 2014 | Mondiali indoor   | Sopot          | Getto del peso | 15ª (q)   | 17,11 m     |                                          |
| 2014 | Europei           | Zurigo         | Getto del peso | 11ª       | 17,08 m     |                                          |
| 2016 | Europei           | Amsterdam      | Getto del peso | 9ª        | 17,65 m     |                                          |
| 2016 | Olimpiadi         | Rio de Janeiro | Getto del peso | 27ª (q)   | 16,83 m     |                                          |
| 2017 | Europei indoor    | Belgrado       | Getto del peso | 19ª (q)   | 16,06 m     |                                          |
| 2018 | Europei           | Berlino        | Getto del peso | 16ª (q)   | 16,69 m     |                                          |
| 2019 | Europei indoor    | Glasgow        | Getto del peso | 13ª (q)   | 16,91 m     | Miglior prestazione personale stagionale |
| 2021 | Giochi olimpici   | Tokyo          | Getto del peso | 26ª (q)   | 17,15 m     |                                          |